# Mastacembelus sanagali
Mastacembelus sanagali is een straalvinnige vissensoort uit de familie van de stekelalen (Mastacembelidae). De wetenschappelijke naam van de soort is voor het eerst geldig gepubliceerd in 1972 door Thys van den Audenaerde.